# Ricardo Lozano Picón
Pour les articles homonymes, voir Picón (homonymie).
Ricardo José Lozano Picón, né le 17 décembre 1968 à Floridablanca, est un géologue et homme politique colombien. 
De 2018 à 2020, il occupe le poste de Ministre de l'Environnement et du Développement durable sous la présidence d'Iván Duque.